# Dipsadoboa shrevei
Dipsadoboa shrevei är en ormart som beskrevs av Loveridge 1932. Dipsadoboa shrevei ingår i släktet Dipsadoboa och familjen snokar.
Arten förekommer i södra Kongo-Kinshasa, Angola, norra Zambia och Moçambique. Honor lägger ägg.

## Underarter
Arten delas in i följande underarter:
- D. s. shrevei
- D. s. kageleri